# Järise (Lihula)
Järise – wieś w Estonii, w prowincji Lääne, w gminie Lihula.